# Proisotoma subarctica
Proisotoma subarctica is een springstaartensoort uit de familie van de Isotomidae. De wetenschappelijke naam van de soort is voor het eerst geldig gepubliceerd in 1950 door Gisin.